# Campionati europei di nuoto 2010 - 25 km maschili
La gara si è svolta il 7 agosto 2010 e vi hanno partecipato 19 atleti.

## Medaglie
| Posizione | Atleta           | Paese   |
| --------- | ---------------- | ------- |
| Oro       | Valerio Cleri    | Italia  |
| Argento   | Bertrand Venturi | Francia |
| Bronzo    | Joanes Hedel     | Francia |

## Classifica
| Pos. | Atleta                | Nazionalità | Tempo     | Distacco |
| ---- | --------------------- | ----------- | --------- | -------- |
|      | Valerio Cleri         | Italia      | 5:16:38.3 |          |
|      | Bertrand Venturi      | Francia     | 5:16:54.7 | 16.4     |
|      | Joanes Hedel          | Francia     | 5:18:57.6 | 2:19.3   |
| 4    | Edoardo Stochino      | Italia      | 5:19:39.3 | 3:01.0   |
| 5    | Rostislav Vitek       | Rep. Ceca   | 5:19:41.6 | 3:03.3   |
| 6    | Igor Chervynskyi      | Ucraina     | 5:19:50.7 | 3:12.4   |
| 7    | Andrea Bondanini      | Italia      | 5:19:55.0 | 3:16.7   |
| 8    | Sergiy Fesenko        | Azerbaigian | 5:19:56.4 | 3:18.1   |
| 9    | Arseniy Lavrentyev    | Portogallo  | 5:20:23.1 | 3:44.8   |
| 10   | Dmitry Solovyev       | Russia      | 5:22:11.2 | 5:32.9   |
| 11   | Rok Kerin             | Slovenia    | 5:23:12.0 | 6:33.7   |
| 12   | Libor Smolka          | Rep. Ceca   | 5:25:39.1 | 9:00.8   |
| 13   | Ivan Afanevich        | Russia      | 5:27:10.7 | 10:32.4  |
| 14   | Alexander Studzinski  | Germania    | 5:28:11.6 | 11:33.3  |
| 15   | Francisco Jose Hervas | Spagna      | 5:31:58.2 | 15:19.9  |
| 16   | Andreas Waschburger   | Germania    | 5:32:30.2 | 15:51.9  |
| 17   | Vasily Boykov         | Russia      | 5:32:49.6 | 16:11.3  |
| 18   | Josip Soldo           | Croazia     | 5:36:33.8 | 19:55.5  |
| 19   | Tomislav Soldo        | Croazia     | 5:51:50.0 | 35:11.7  |